# Ehemalige Dampfschifffahrtsanlegestelle „Bastei“

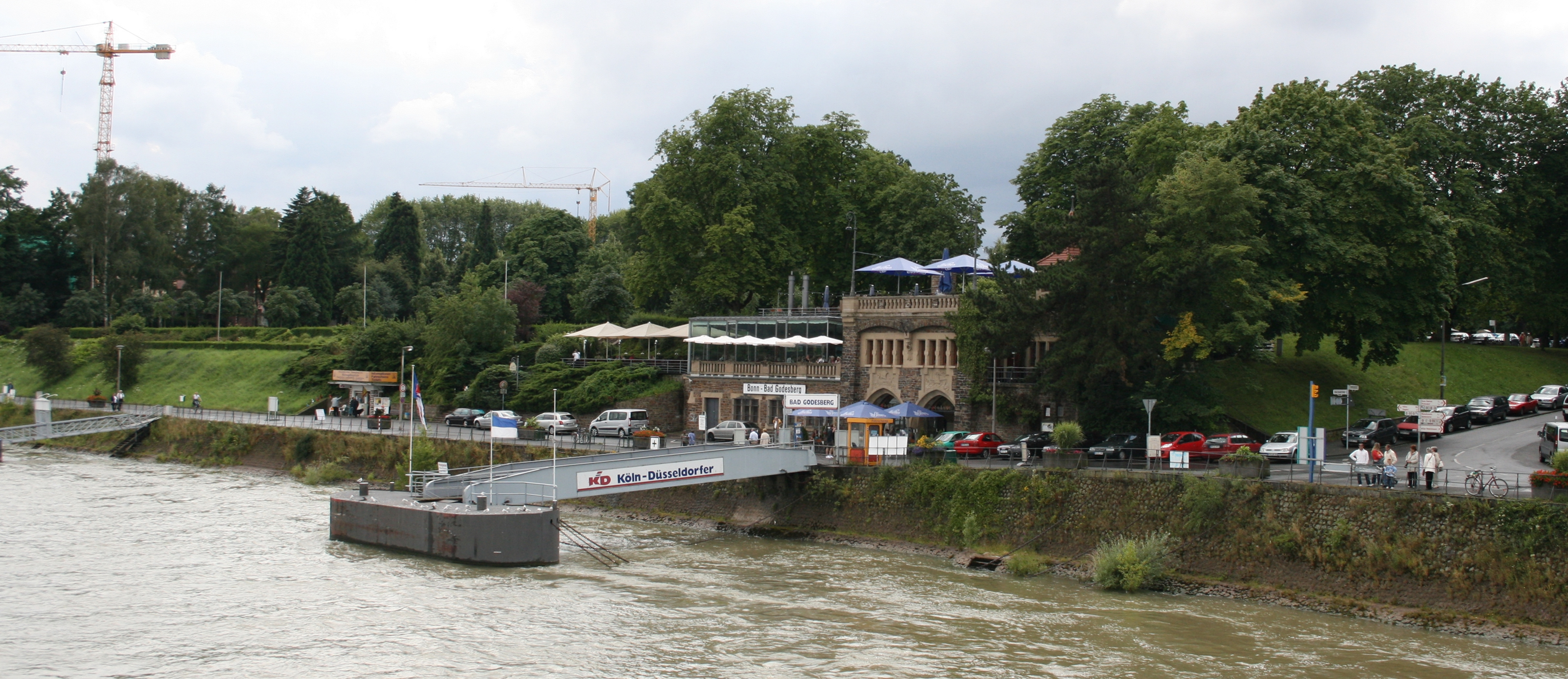
Anlegestelle Bad Godesberg mit der „Bastei“ im Sommer 2008

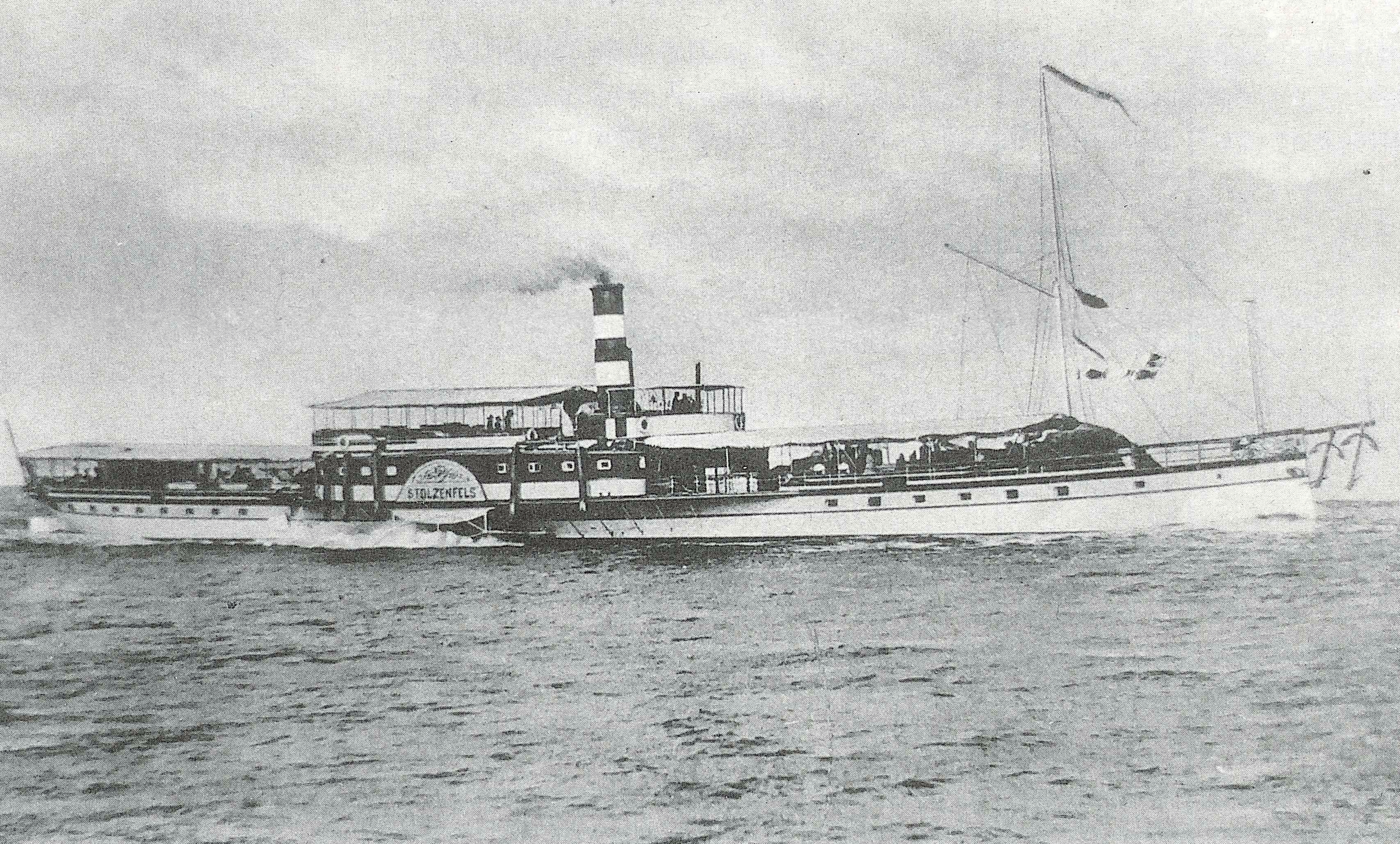
Raddampfer Stolzenfels im Jahr 1912

Die ehemalige Dampfschifffahrtsanlegestelle mit dem Wartehaus Bastei am Von-Sandt-Ufer Ecke Rheinallee im Bonner Ortsteil Rüngsdorf wurde von der Gemeinde Godesberg in den Jahren 1898 bis 1900 errichtet.
Die Finanzierung des Baus der Landebrücke und des Stations- und Wartehäuschens (genannt: „Bastei“) durch die Gemeinde war Voraussetzung zur Einbindung Godesbergs in das Streckennetz der Köln-Düsseldorfer Deutsche Rheinschiffahrt. Ausführendes Bauunternehmen war die ortsansässige Firma Theodor Wilhelm Düren. Zu Beginn des 20. Jahrhunderts verkehrte hier der damals bekannte Schaufelraddampfer “Stolzenfels”. Später wurde auch die Rheinallee bis zum Rheinufer verlängert, um die Verbindung zwischen Ortskern und der Anlegestelle sicherzustellen. 1998 kam es zu einer umfassenden Renovierung des Gebäudes. Das Ensemble steht mit der umgebenden Gartenanlage unter Denkmalschutz (Nr. A 998) und dient noch immer als Anlegestelle der Köln-Düsseldorfer Schifffahrtslinie sowie der Personenschifffahrt Siebengebirge. Das ehemalige Wartehaus wird heute als Gaststätte und Biergarten „Bastei“ genutzt. Im Jahr 1908 wurde neben der Anlegestelle auch eine elektrische Rheinfähre in Betrieb genommen, die zum gegenüberliegenden Rheinufer in Niederdollendorf führt und noch heute als Rheinfähre Bad Godesberg–Niederdollendorf mit den Fährschiffen „Christophorus“ (1962) und „Konrad-Adenauer“ (1967) verkehrt. Die Fähre ersetzte eine bis dahin auf dem linksrheinischen Ufer in Plittersdorf betriebene Verbindung.